# Вікі-вікі (шатл)

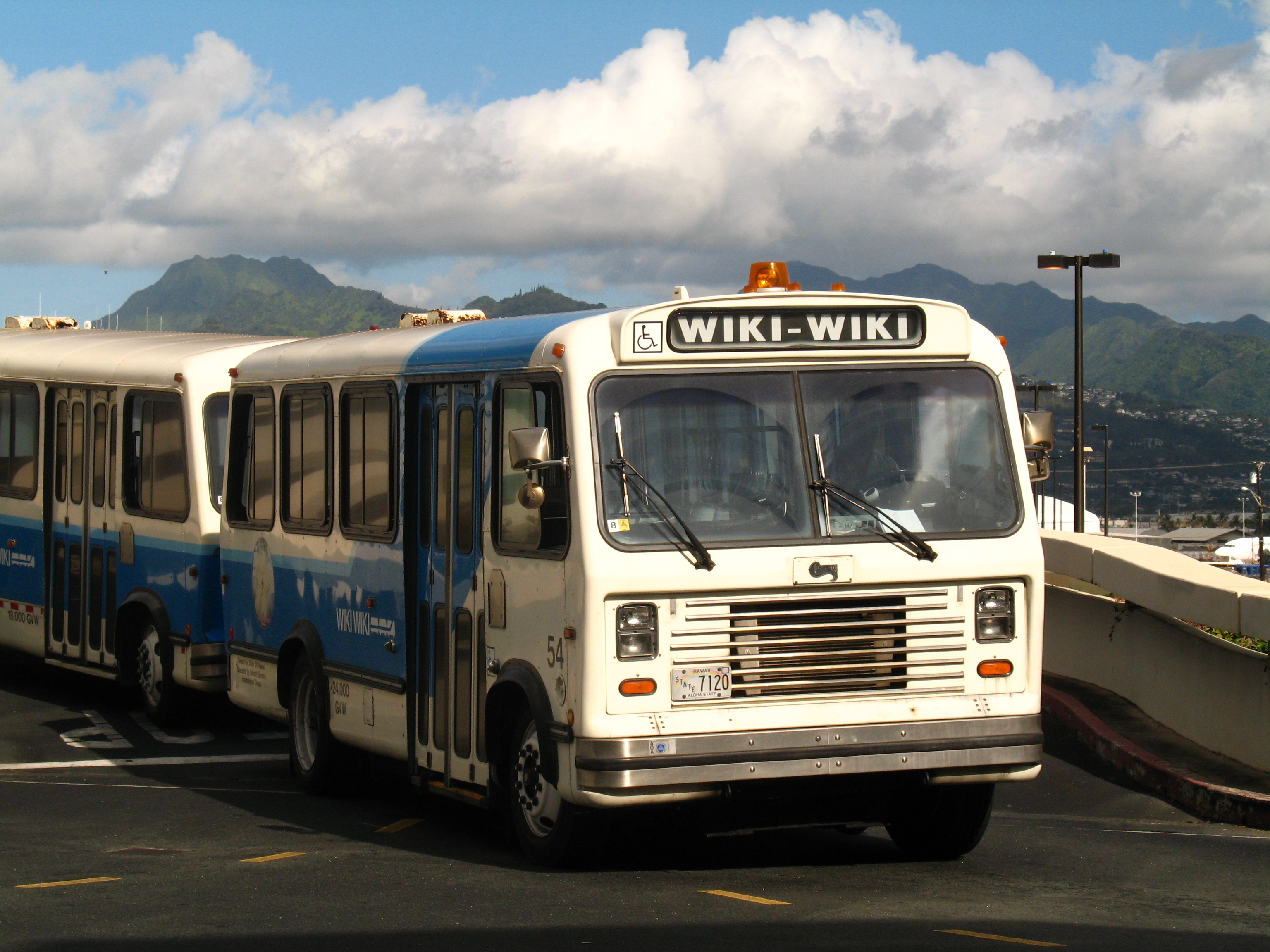
Шатл «Вікі-вікі»

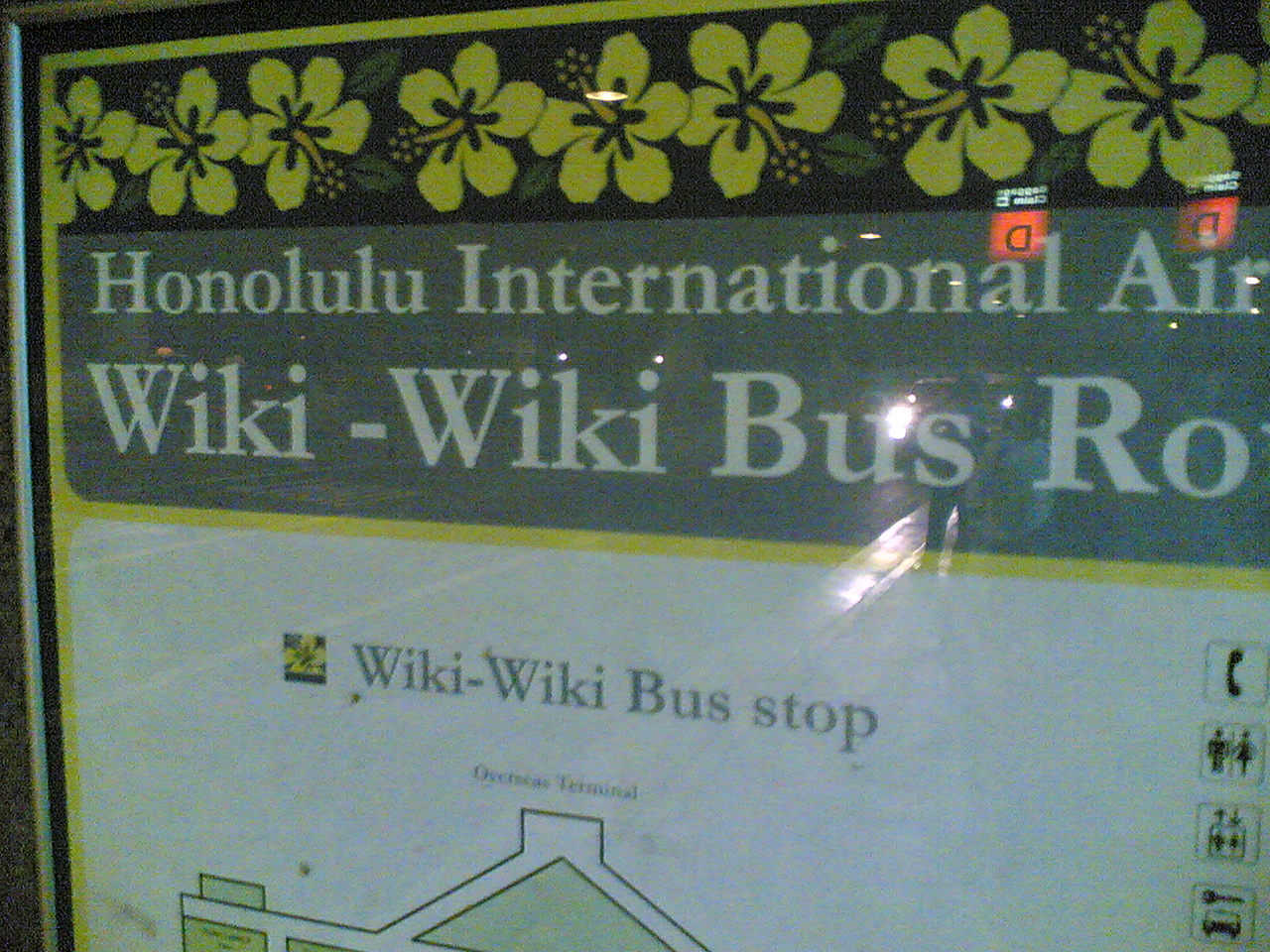
Зупинка шатла «Вікі-вікі» в аеропорту Гонолулу, 2001 рік

Шатл «Вікі-вікі» (англ. Wiki Wiki Shuttle — автобус міжнародного аеропорту Гонолулу, що обслуговує перевезення пасажирів і багажу між терміналами, час роботи — з 6 до 22 години за місцевим часом.
Гавайською мовою слово «вікі» означає «швидкий», а «вікі-вікі», відповідно, «дуже швидкий». Назва шатлу надихнула американського програміста Ворда Каннінгема назвати свій новий вебсайт «WikiWikiWeb». Технологія розробки цього сайту містила можливість зміни змісту відвідувачами сайту, і цей клас технологій названо «вікі», а в число продуктів, що використовують ці технології, входить і вікі-рушій, на якому написана Вікіпедія.
Аеропорт Гонолулу використовує шатли «Вікі-вікі» з 1984 року, коли вони були введені як «тимчасовий захід». Адміністрація аеропорту планує відмовитися від їх подальшої експлуатації, оскільки парк автобусів, що використовується, морально і фізично застарів. Окрім того, ці автобуси створюють надмірне навантаження для будівлі аеропорту.
У листопаді 2004 року місцеві ЗМІ повідомили, що шатли «Вікі-вікі» будуть замінені пішохідним переходом, що кондиціонується, в жовтні 2005 року цей перехід з траволатором уперше був випробуваний у дії.
Компанією-оператором шатлів «Вікі-вікі» спочатку була Aircraft Services International Group. У квітні 2009 року аеропорт Гонолулу уклав контракт на обслуговування автобусами-шатлами з компанією Roberts Hawaii, і вивіски на цих автобусах були замінені на «HNL shuttle».
У 2013 році в аеропорту Гонолулу, як і раніше, використовувалися автобуси-шатли, але вони обслуговували тільки міжнародний термінал завдяки введенню в експлуатацію рухомого тротуару наприкінці 2010 року.
У 2013 році на лінію шатлів були виведені нові автобуси з колишнім маркуванням «Wiki Wiki» .